# 二次空気導入装置
二次空気導入装置（にじくうきどうにゅうそうち）とは、ガソリンエンジンを搭載した自動車などで排出ガス（排気）に含まれる未燃焼炭化水素を完全燃焼させる装置である。日本では二次空気噴射装置（にじくうきふんしゃそうち）や二次空気供給装置（にじくうききょうきゅうそうち）と呼ばれる場合があり、国土交通省や環境省の技術区分上は、エアポンプなどによって強制的に空気を送る方式を二次空気噴射装置（AI、エアインジェクション）、リードバルブなどの受動的な供給方式を二次空気供給装置（AS、エアサプライ）として分類している。英語圏ではスモッグポンプ(英: Smog pump)やエアインジェクション(英: Air injection)と呼ばれる場合もある。
二次空気とは、シリンダー内の燃焼室での本来の燃焼（炭化水素の一次燃焼）に供される、過給を含む吸気と区別するための用語である。燃焼が終わり、すでにシリンダーから排出された炭化水素を二次燃焼（酸化）させる目的はあくまでも排出ガスの清浄化であり、ガスタービンエンジンの二次燃焼のように熱効率の向上には寄与しないばかりか、エアポンプの種類によっては駆動損失で出力を割かれてしまう。

## 概要
二次空気導入装置は外気（酸素）を取り込んで排気管内に送り、排気に含まれる有害成分である炭化水素を酸素と反応させて取り除く装置で、自動車に課された排出ガス規制の強化とともに導入され、発達した。
1966年にアメリカ合衆国で実用化された二次空気導入装置は、排気ポート付近やエキゾーストマニホールドなど、燃焼室に近く、排気の温度が高い位置に空気を噴射する構造で、排気管内で排出ガス中に含まれる未燃焼の炭化水素を再燃焼させた。すなわちこの機構のみで排ガスの完全燃焼を達成させる一次排ガス対策装置としての目的で酸素を供給するものであり、まだ燃焼室の形状分析が不十分であったり、点火装置が未成熟だった故に未燃焼ガスが多く発生しがちであった1960年代から1970年代初期にかけての車両の排ガスを大幅に減少させる効果があった。イグナイターやCDI等の点火装置の発達や電子制御化、燃焼効率の高い燃焼室などにより排ガス中の未燃焼ガスが減少してくると、三元触媒が普及し二次空気導入装置は従来の一次排ガス対策装置としての役割から、触媒コンバータをより効率よく作動させるための二次排ガス対策装置としての役割に移り変わった。噴射位置を排気経路の燃焼室に近い上流側と触媒内部や触媒後方の下流側との2箇所に設けて、運転状態に応じて切り替えを行う場合もある。暖機運転中などで濃い空燃比で運転されている場合は排気ガス中に未燃焼炭化水素が増えるため、上流側に空気を噴射することで再燃焼させると共に、再燃焼の熱を利用して触媒を作動温度までより早く加熱する機能を果たす。エンジンが暖まると下流側に空気を噴射して、触媒コンバータで処理しきれなかった炭化水素（HC）や一酸化炭素（CO）の浄化を補助する。

## 形式

### エアポンプ式
エアポンプ式二次空気導入装置はエンジン吸気管の途中からエアクリーナーを通過した空気をポンプで排気管に送り込む方式である。ポンプはベーンポンプが利用されるのが一般的で、ベルトとプーリーを介してエンジンの回転で駆動される場合と、電動モーターで駆動される場合がある。噴射口までの配管にはチェックバルブが取り付けられており、排気の逆流によるポンプの損傷を防止している。
エンジンの減速時、スロットルが閉じられた際には排気に含まれる未燃焼ガスの濃度が低くなるため、触媒とエアポンプ式二次空気導入が組み合わされる場合には、酸素過多となって触媒が過熱しないように、空気を送る機能を停止する機構が組み込まれている。弁によって二次空気導入経路を遮断する方式のほか、ベルト駆動ポンプの場合はプーリーに設けられたクラッチを切ってポンプを止めたり、電動ポンプの場合は電源供給を断ってポンプを止めたりといった方法がとられる。
Air Injection Reactor（A.I.R.）という商標のものもあり、日本車では1973年にロータリーエンジンがマスキー法をクリアする際に用いられたサーマルリアクター(英: Thermal Reactor)がこれに含まれる。

### 吸引式
吸引式二次空気導入装置は、排気管内で静圧が低下する作用（負圧）を利用して排気管に空気を吸い込ませる方式である。吸気式二次空気導入装置の吸入パイプには、鋭敏に作動するリードバルブの一種であるアスピレートバルブが装着され、エアクリーナーボックスからの清浄な空気を取り込んでいる。エンジンがアイドリングの時程ほど周期的な排気パルス（圧力変動）が発生しやすくなる。この時に触媒コンバータ内部に直接空気を吸い込ませることで排気の更なる浄化を促すのがこの形式の主旨である。
アメリカン・モーターズやクライスラーを始めとする様々なメーカーではパルスエアという商標で1970年代から使用された。日本においては、1975年（昭和50年）にスバルがSEEC-Tシステムの一環としてEA71エンジンにこの形式を導入したことが契機となり、その後他社にも採用が広がった。吸引式はエアポンプ式に比較してコスト、重量、パッケージング、構造のシンプルさなどで利点があり、アイドリング付近でのみ吸引機能を発揮するため、エアポンプ式に比べて送気量・実効回転数共に大幅に小さい欠点がある。
現在のオートバイ用エンジンでの排出ガス対策に多く用いられる。代表的なものが、ヤマハのAIS（Air Induction System）である。なお、二輪業界においてこれを“エアインジェクション”と称している場合があるが、おそらくは先に存在していたエアポンプ式等に倣っての事と思われる。実際には負圧を用いており、噴射装置ではないので“エアインダクション”が正しい。

### サーマルリアクター
サーマルリアクターとは、日本車のガソリンエンジンで各種の触媒の利用が広まる以前に用いられていた二次空気導入装置の一種である。エアポンプ式の概念を更に発展させ、排出ガスを排気管内で再度強制的に燃焼させる区画をエキゾーストマニホールドとは別に設ける事で有害物質を取り除く技術である。日英中自動車用語辞典では、「排気中のHC、COなどを熱酸化反応によって低減させる装置」と定義され、エアインジェクションとは明確に区分されている。
マツダのロータリーエンジンがマスキー法をクリアする際に用いられた事で一躍その名が知られる様になった。ロータリーエンジンはレシプロエンジンに比べて排気温度が高く、状況により触媒の耐用温度を超える可能性があり、HCが多い場合はさらに高温になるため耐久性の面で触媒の採用は難しかった。一方でロータリーエンジンは未燃焼ガス（HC,CO）が多い反面NOxが少ないという点、触媒を被毒（Catalyst poisoning）する有鉛ガソリンが流通していた当時の状況ではサーマルリアクターは触媒方式よりも好ましかった。
しかし、排出ガスを強制的に再燃焼させて浄化する為には、ある程度以上空燃比がリッチな（濃い）条件である事が必須であった為、極めて初期のサーマルリアクター車は非サーマルリアクター車に比べて濃い燃調が要求され、燃費が却って悪化するという致命的な欠点が存在した。また、大気温と同じ冷えた二次空気を導入する際にサーマルリアクターも冷えてしまい、燃焼温度を一定に保つために更に濃い燃調が要求される事も、燃費の面では不利になった。このため、ただでさえレシプロエンジンより悪い傾向があったロータリーの燃費は更に悪化し、アメリカ市場ではガスガズラー（Gas-guzzler）として売り上げを落とす結果を招いてしまった。
この欠点を克服する為に、マツダはサーマルリアクターに導入する二次空気を予熱するヒートエクスチェンジャー（空冷エンジンのカーヒーターと同じ技術である）を排気管の中途に装備。冷えた二次空気で排ガスの温度が低下する事を予防し、薄めの燃調でも再燃焼がスムーズに行われる対策を行う事で、1975年型コスモAPにおいて従来型比40%の燃費向上を実現。この一連の開発作業はフェニックス計画として知られる様になった。後年のものは、ある程度以上リアクターの温度が上昇すると、エアポンプによる強制送気が自然吸気へと切り替わり、エアポンプからの送気はリアクター外面を冷却する経路に切り替わる複雑な制御となっていった。
サーマルリアクターは初期の三元触媒や酸化触媒と異なり、排気抵抗が殆ど無い事、高い排気温度にも対応でき、触媒が被毒により清浄能力が低下していくのに対し、理論的には低下がないなどの利点であったものの、ポンプやリードバルブ等などの補機類が必要(加えて前述の燃費対策により部品数は更に増加)であり、NOxの処理が出来ない、暖気時の清浄性が劣る、理論的には性能の低下がないとしても高温による部品の劣化がある、サーマルリアクター周辺は常に非常な高温になるなどの欠点から、各種触媒の排気効率や耐久性の向上、有鉛ガソリンから無鉛ガソリンへの移行した事で触媒の劣化が少なくなったなど、エンジンの改良を含め様々な要因により触媒に切り替えられ急速に廃れていった。
サーマルリアクターはその後他社のエンジンの排ガス対策でも他の対策機器と併用される形で一時用いられた。
エアポンプや吸引式といった、サーマルリアクターに関連した補機類はその後の排ガス対策でも残り続けたが、その後の型式では再燃焼の継続を最優先とした故に際限なく排気温度が上昇し続けたかつてのサーマルリアクターとは異なり、排気管の二重外殻化などにより排気温度を排ガスの浄化に適した一定の水準に保つ事で、熱害を最小限に抑える方式に改められている。